# Cabdill d'ulleres
El cabdill d'ulleres (Hemitriccus orbitatus) és un ocell de la família dels tirànids (Tyrannidae).

## Hàbitat i distribució
Habita els boscos de les terres baixes del sud-est del Brasil.